# Peristephanon
Le Peristephanon (Περὶ στεφάνων), est un recueil de poèmes composés par le poète latin Prudence en l'honneur des martyrs.
Le titre, transcription du grec, peut se traduire par « Livre des Couronnes », en référence à la victoire et à la récompense céleste des martyrs, et « Livre des Étienne », en référence au protomartyr, saint Étienne, diacre de Jérusalem. Les poèmes de ce recueil célèbrent les martyrs sur des modes très variés, qu’il s’agisse du mètre, du style, du ton ou du contenu.
La numérotation des pièces et le contenu du recueil remontent à une des éditions imprimées de la Renaissance (Sichard, 1527). 
Selon l'hypothèse de Pierre-Yves Fux (1997), le noyau primitif du recueil était constitué de sept Passions, à l'origine disposées dans l'ordre suivant : 
- Passion de s. Laurent (Peristephanon 2), en dimètres iambiques (str. 4)
- Passion de s. Cyprien de Carthage (Peristephanon 13), en vers archiloquiens catastichon
- Passion de s. Cassien d'Imola (Peristephanon 9), en distiques (hexamètre dactylique + trimètre iambique)
- Passion des Apôtres (Pierre et Paul ; Peristephanon 12), en distiques (archiloquien et trimètre iambique catalectique)
- Passion de s. Hippolyte de Rome, à l'évêque Valérien (Peristephanon 11), en distiques élégiaques
- Passion de ste Agnès de Rome (Peristephanon 14), en hendécasyllabes alcaïques catastichon
- Passion de s. Vincent (Peristephanon 5), en dimètres iambiques (str. 4)

Cinq poèmes y ont été ajoutés, pour égaler le nombre de pièces du Cathemerinon (12) : 
- Hymne en l'honneur des saints Hémétère et Chélidoine de Calahorra (Peristephanon 1), en tétramètres trochaïques catalectiques (str. 3)
- Hymne en l'honneur de ste Eulalie de Mérida (Peristephanon 3), en trimètres dactyliques hypercatalectiques (str. 5)
- Hymne en l'honneur des dix-huit martyrs de Saragosse (Peristephanon 4), en strophes saphiques
- Hymne en l'honneur de s. Fructueux de Tarragone, évêque de Tarragone et de sts Augure et Euloge, diacres (Peristephanon 6), en hendécasyllabes phaléciens (str. 3)
- Hymne en l'honneur de s. Quirin de Siscia (Peristephanon 7), en glyconiques (str. 5).

Deux autres poèmes de Prudence ont été insérés dans le recueil : 
- Une inscription destinée à un baptistère édifié sur le lieu du martyre de sts Hémétère et Chélidoine de Calahorra (Peristephanon 8), en distiques élégiaques
- Une paratragédie intitulée "Romain. Contre les païens" ("Peristephanon 10" : ajout moderne), en trimètres iambiques (str. 5)